# Onigocia macrolepis
Onigocia macrolepis är en fiskart som först beskrevs av Bleeker, 1854.  Onigocia macrolepis ingår i släktet Onigocia och familjen Platycephalidae. Inga underarter finns listade i Catalogue of Life.